# Ambient sedimentari

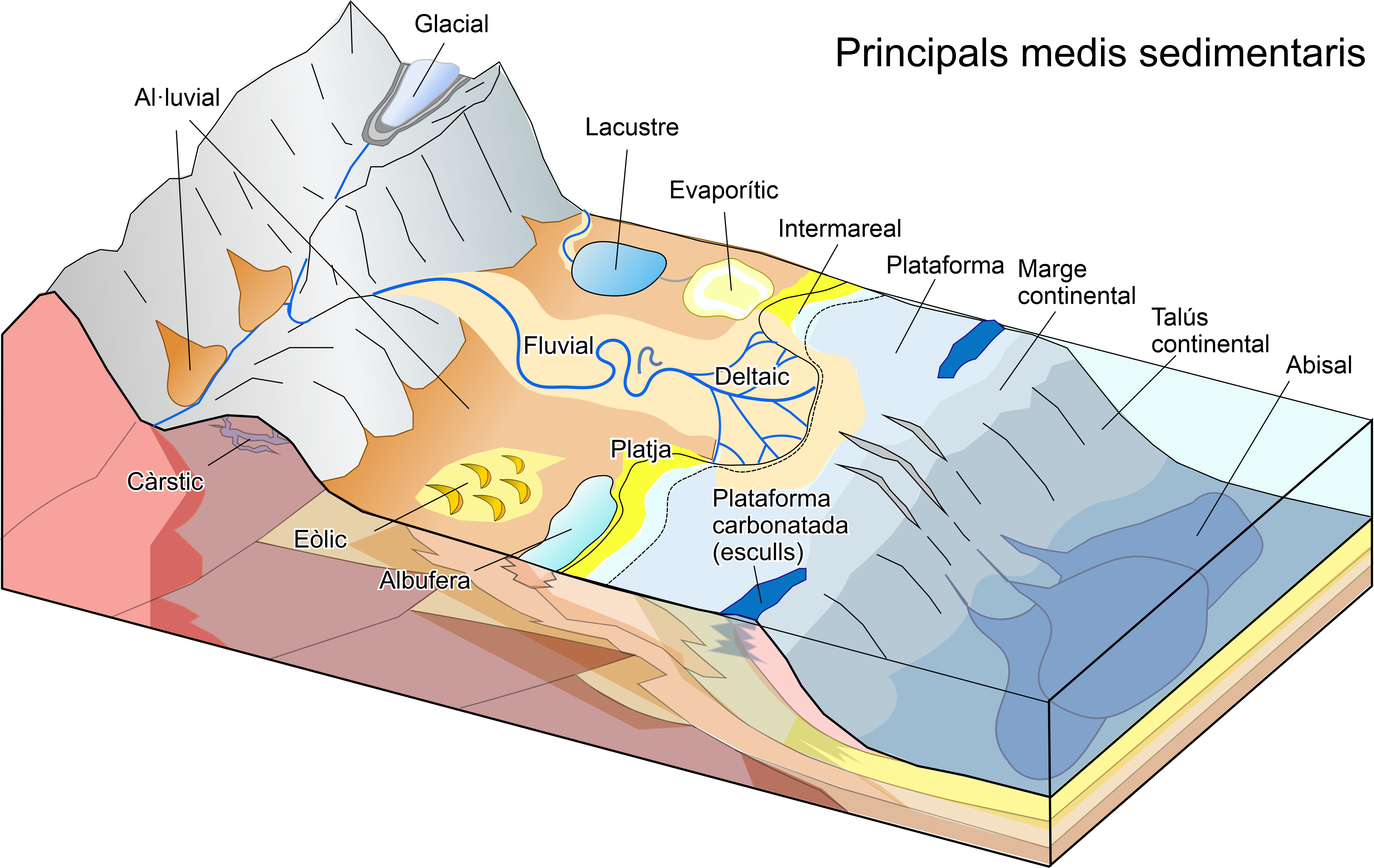
Principals medis sedimentaris

Conceptualment, un ambient sedimentari es defineix com «el conjunt de les condicions físiques, químiques i biològiques de la zona on el sediment s'acumula».
Des del punt de vista físic, és possible descriure com una part de la superfície terrestre on s'acumulen sediments i es diferencia físicament, químicament i biològicament de les zones adjacents. Els processos sedimentaris són els causants del transport i dipòsit dels sediments. En un ambient sedimentari, o en part del mateix, es pot produir una erosió o una no deposició de sediments, normalment alternant-se en diferents etapes.
El nombre d'ambients sedimentaris actuals és finit i poden ser classificats en relació amb els processos sedimentaris dominants (per exemple, corrents dels rius, els corrents de vent, corrents tèrbols...), el medi on es produeix la sedimentació (subaeri, submarina...), les condicions climàtiques (calor, fred, aridesa, humitat...), la geografia física de la zona (conca lacustre, desembocadura del riu, talús continental...), i el tipus de sediment (carbonat, silicat, orgànic…).
La majoria dels sediments del registre geològic poden ser associats, pel principi d'actualisme, a ambients sedimentaris actuals. No obstant això, per a algunes roques sedimentàries molt antigues no existeixen models actuals, com en el cas de les formacions de ferro bandat.
La sedimentologia és la disciplina de la geologia que s'ocupa de l'estudi dels ambients sedimentaris actuals i el reconeixement dels ambients sedimentaris a través de l'anàlisi de les roques sedimentàries del passat.

## Classificació dels ambients sedimentaris
La següent taula mostra la classificació tradicional dels ambients sedimentaris.
Es mostren al costat dels processos de sedimentació dominants que caracteritzen l'ambient, amb l'excepció que sovint un dipòsit sedimentari no és el resultat d'un procés únic i la interacció dels processos sedimentaris és sovint molt complexa.

### Continental
- Glacial (glacera continental) i periglacial.
- Fluvial (corrent fluvial dominant).
  - Con de dejecció (alt desnivell topogràfic i corrent d'alta energia).
  - Plana al·luvial (plana, zona amb poc desnivell topogràfic i corrent de baixa energia).
- Lacustre (llac, deposició per decantació) i qualsevol torbera circumdant.
- Eòlic, on l'energia dominant és el vent.
  - Desèrtic (desert, vent dominant).
  - Loess, típic d'altiplans continentals en els períodes glacials secs.
- Carst (ambient subterrani).

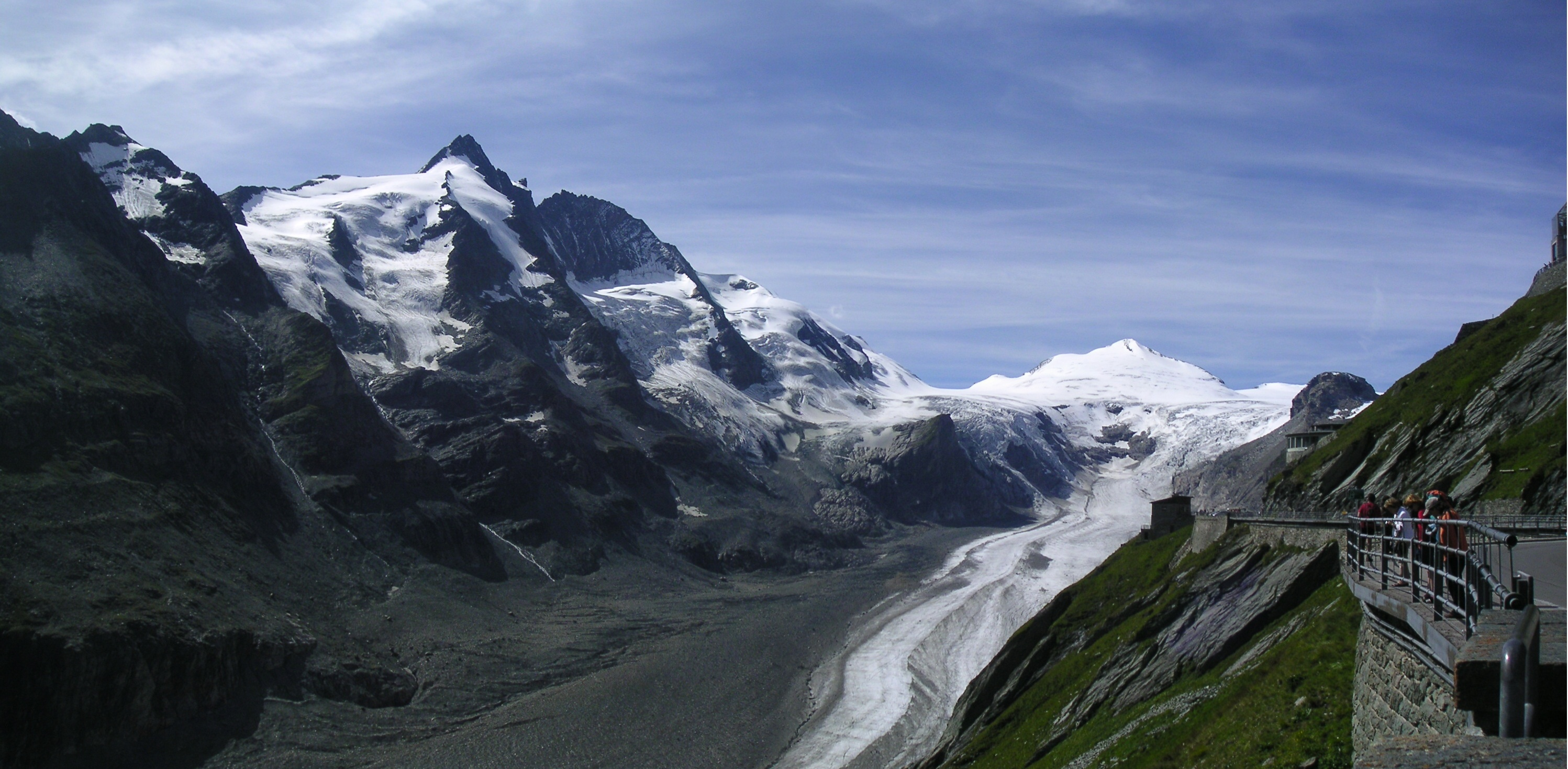
Típic ambient de glacera, amb la llengua de la glacera parcialment coberta per morenes
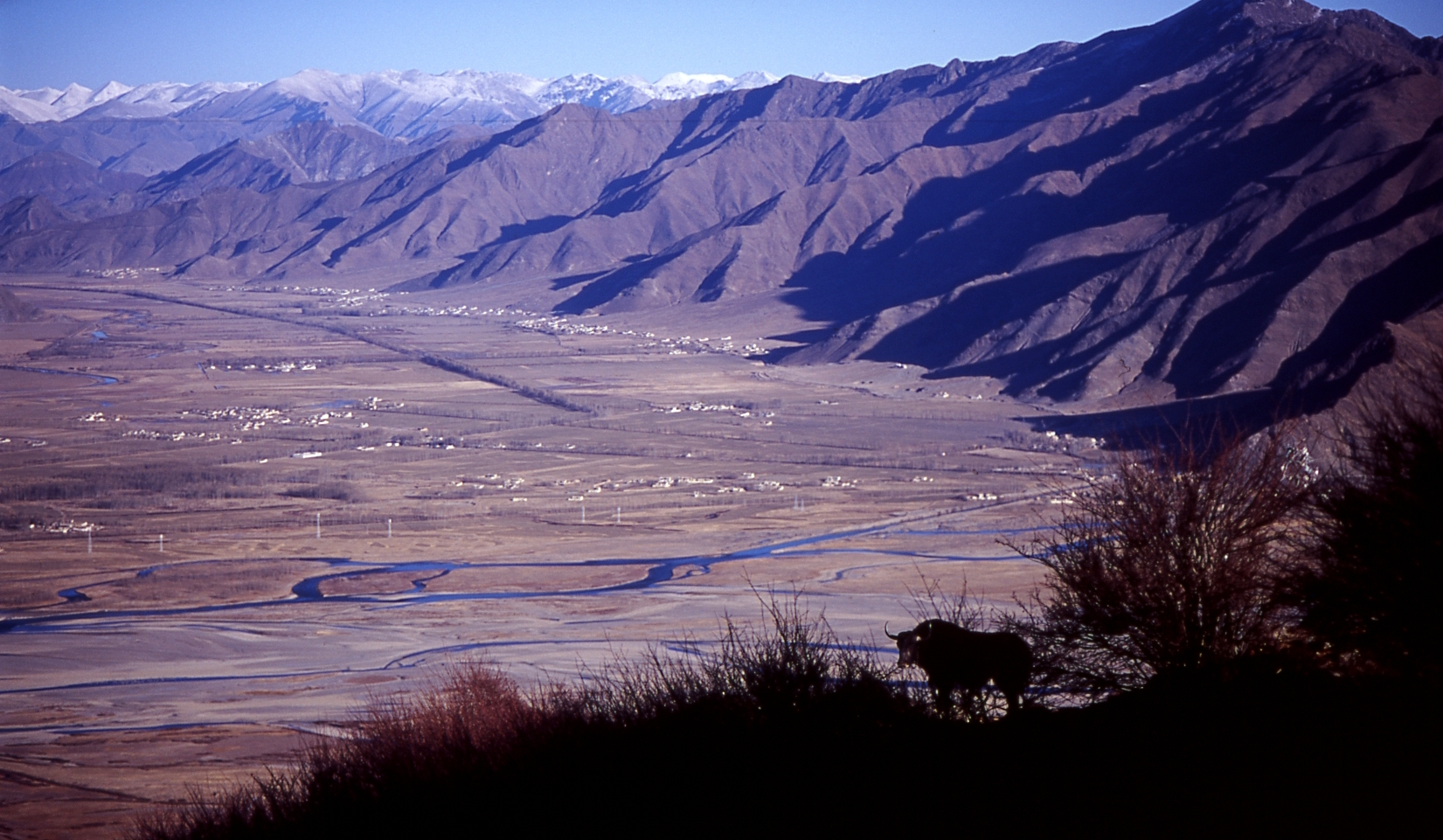
Ambient fluvial: Plana al·luvial, envoltada de muntanyes amb cons de dejecció
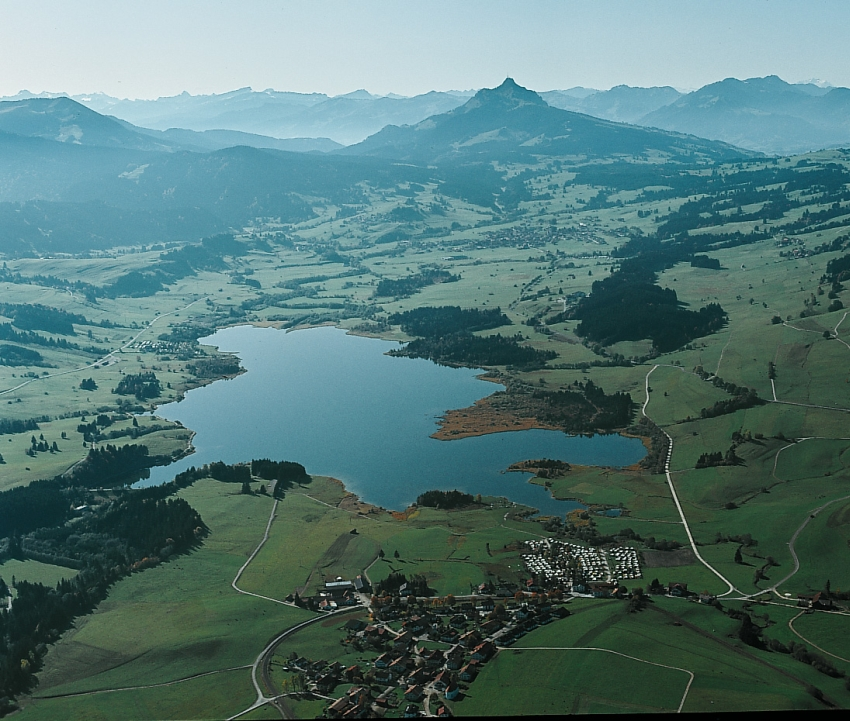
Ambient lacustre
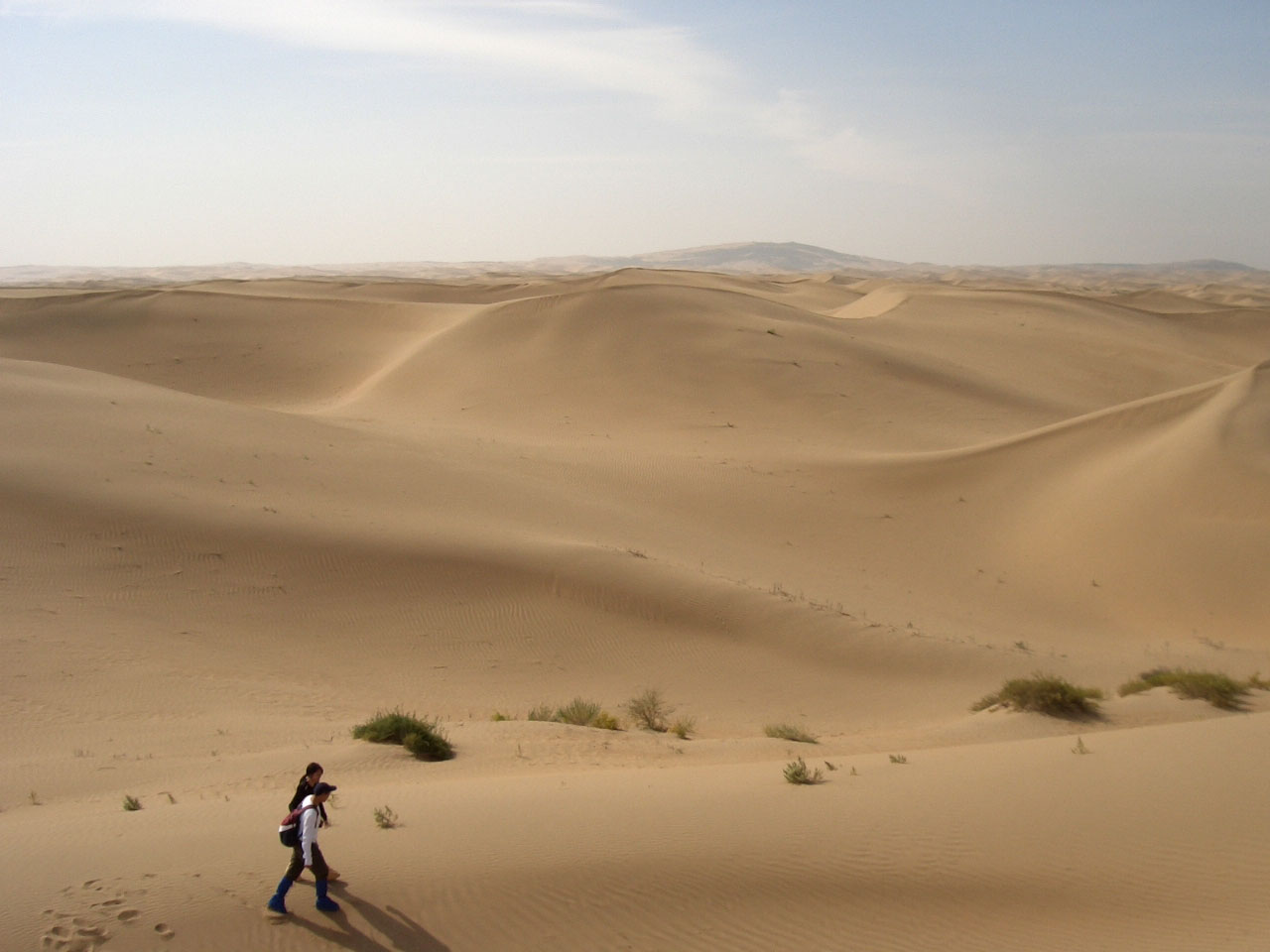
Ambient desèrtic caracteritzat per dunes eòliques

### Mixt o de transició
- Litoral
  - Llacuna i albufera (l'energia de les ones varia en funció de la protecció de la part de la barrera creadora de la llacuna; localment, corrents dels rius i de les marees o de la força mareomotriu).
  - Plana de marea (prevaleix el corrent de la marea).
  - Platja oberta (prevaleix les ones i el corrent litoral).
- Delta (és dominant el corrent fluvial).
- Estuari (forta interacció entre els corrents dels rius i corrents de marea).

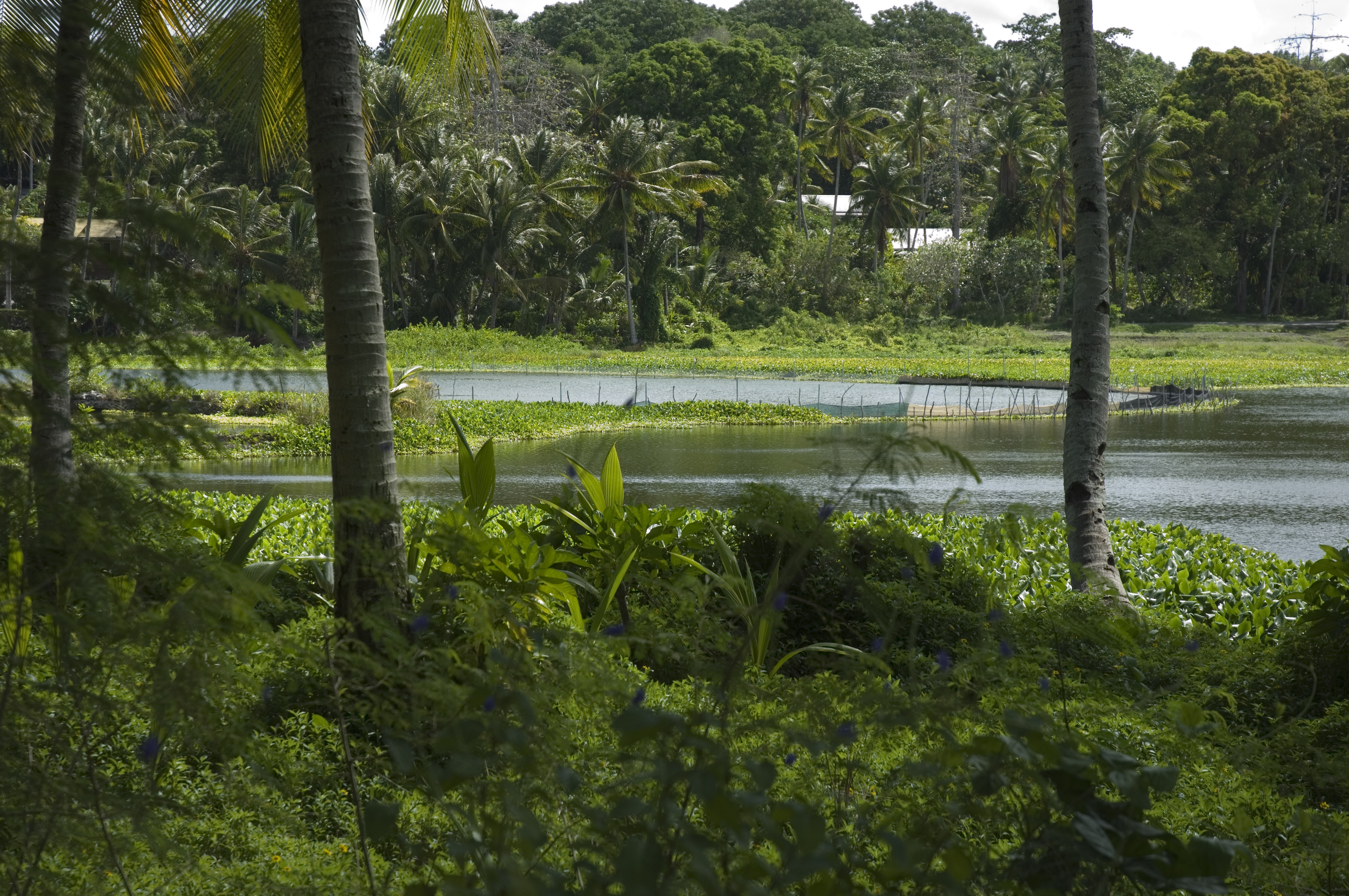
Ambient de llacuna (Llacuna de Buada)
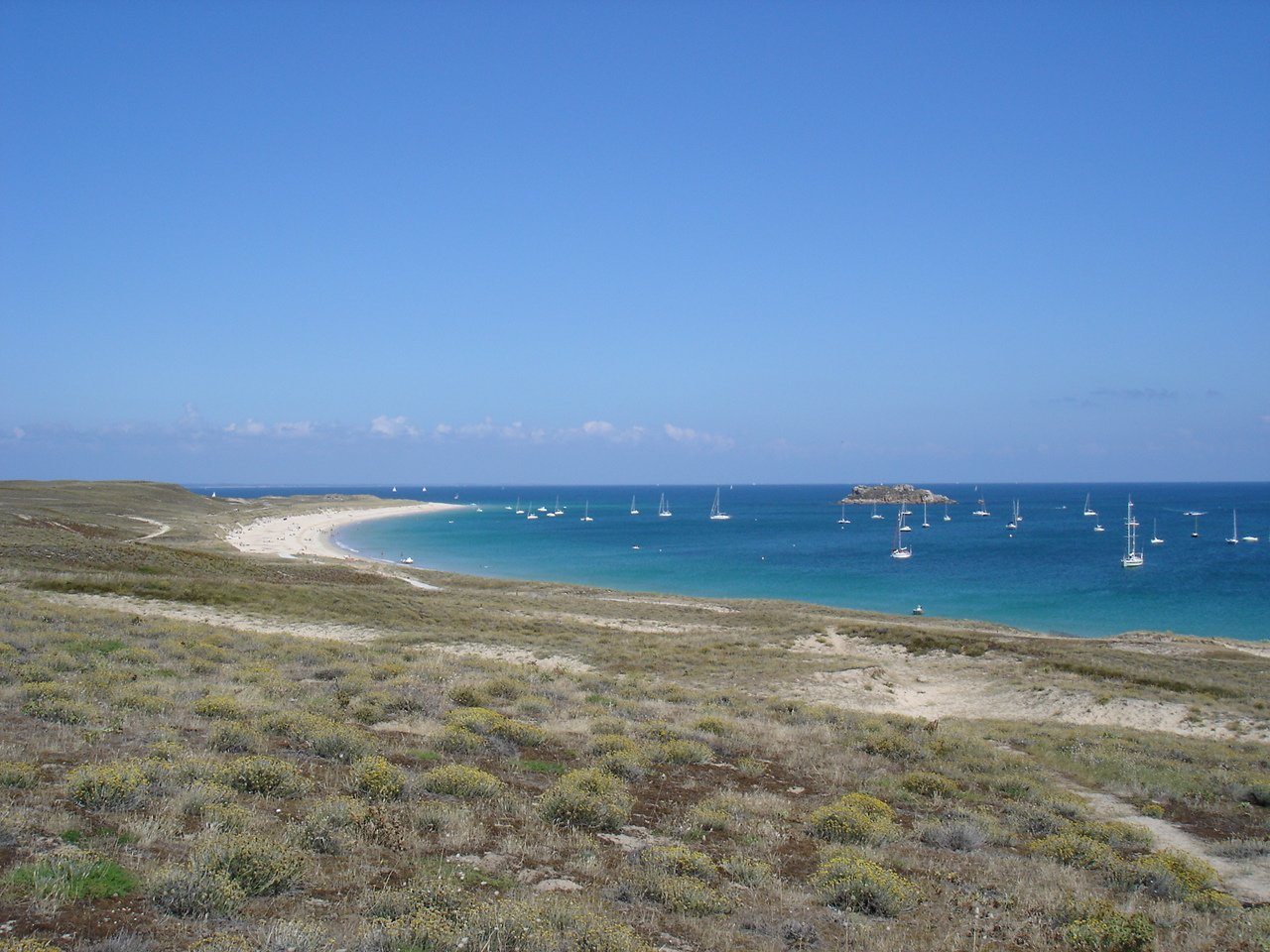
Ambient litoral
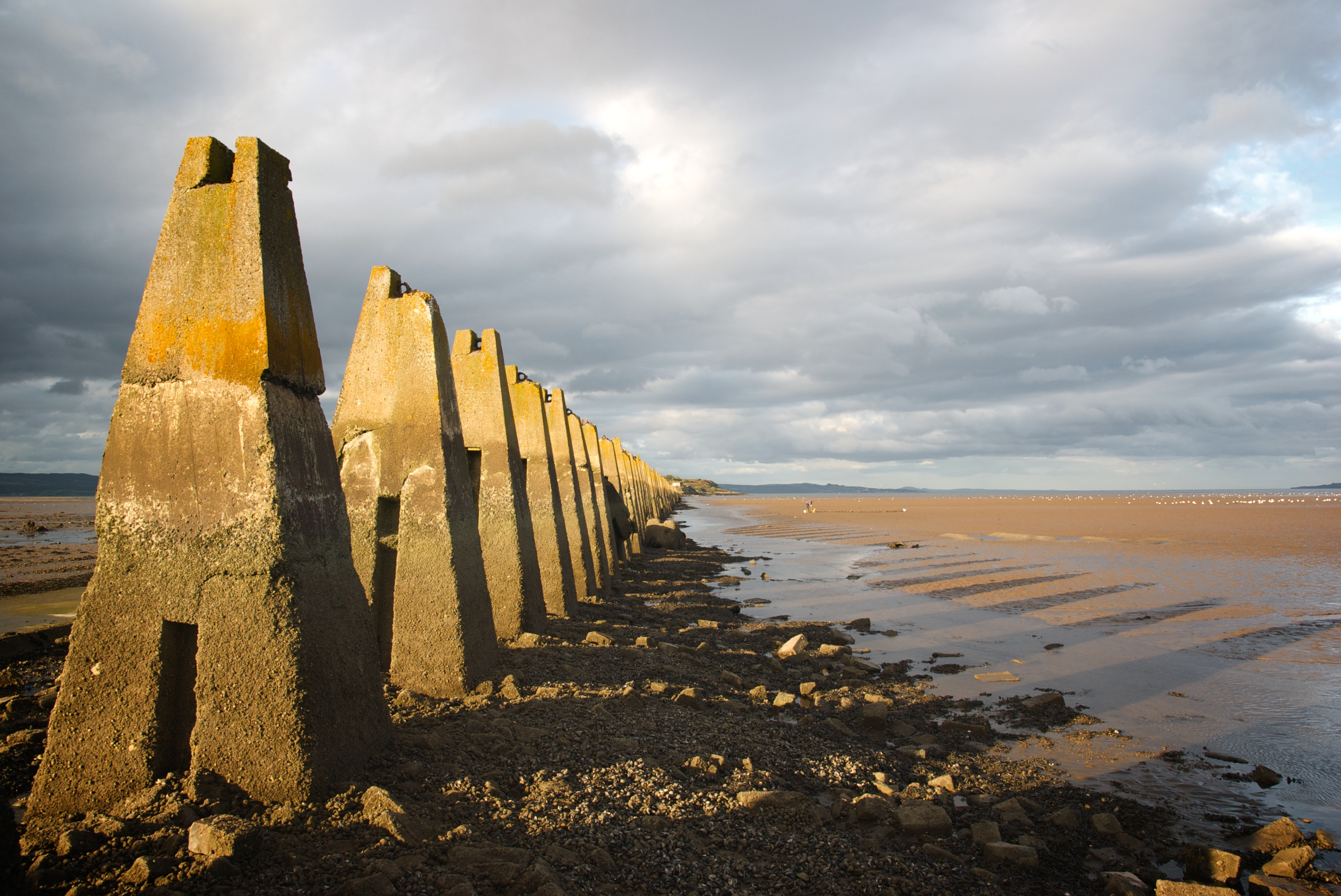
Gran plana de marea
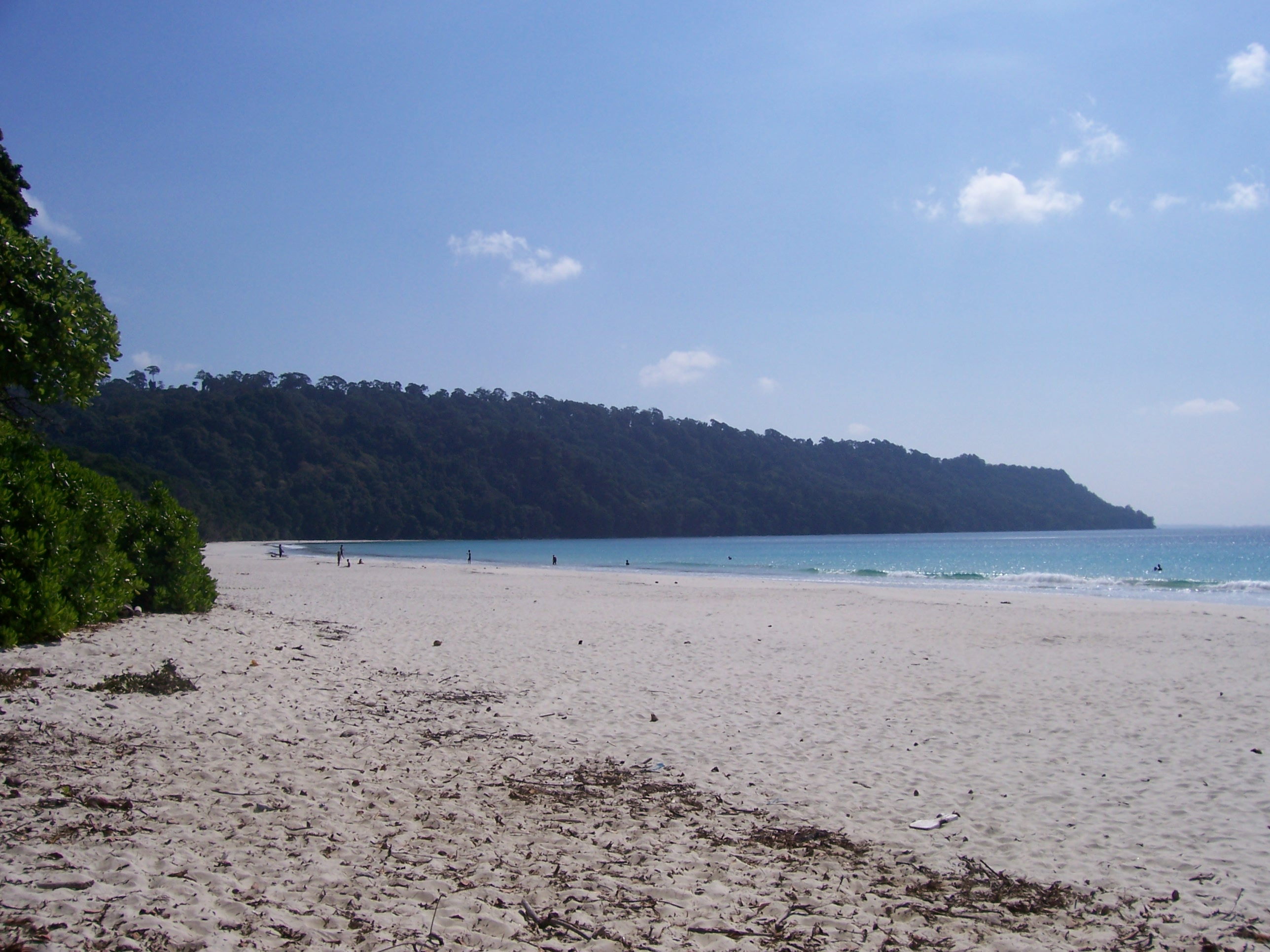
Platja de sorra amb manglars
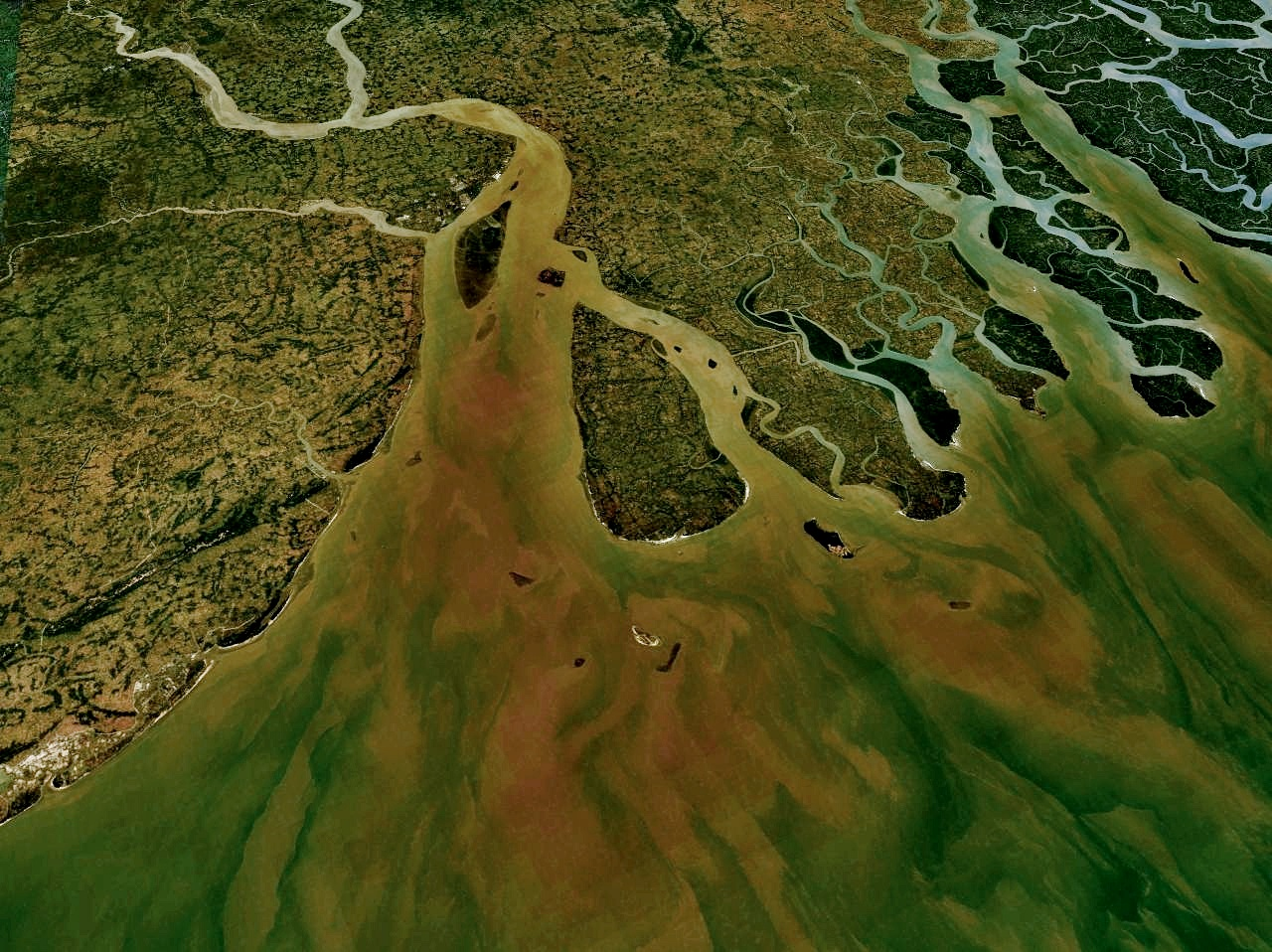
Delta fluvial (riu Ganges)
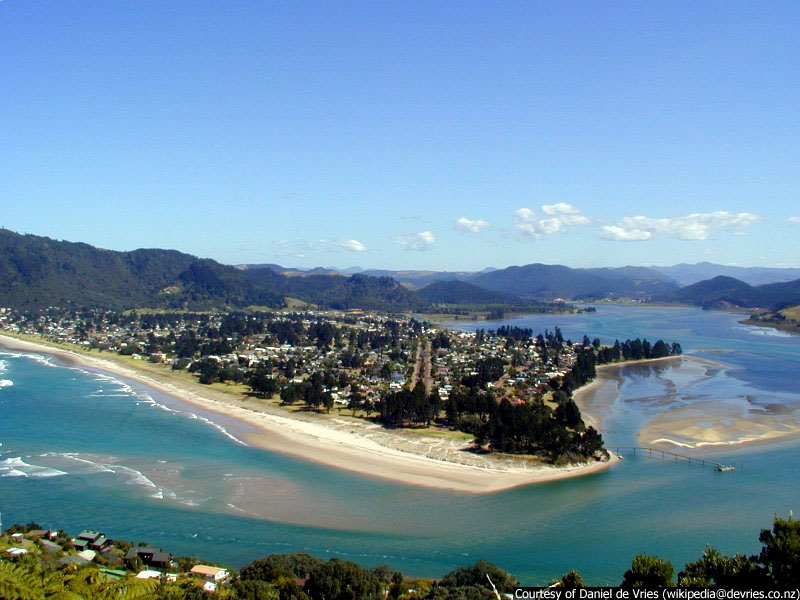
Estuari

### Marí
- De plataforma continental o nerítica (corrents costaneres, corrents tèrbols, corrents de tempesta), té una sedimentació o terrigen predominantment detrítica o terrígena.
- De plataforma carbonatada i esculls biogènics (acumulació de restes orgàniques i/o construcció activa d'organismes vius).
- De mar profund:
  - Pelàgica (sedimentació prevalent per decantació; localment, precipitació de sals metàl·liques en condicions hidrotermals o corrents tèrbols no relacionats amb els marges continentals; redistribució dels sediments pels corrents oceànics profunds).
  - Turbidítica (sedimentació dels corrents tèrbols vinculats als marges continentals; sovint els dipòsits són processats pels corrents oceànics profunds).

### Químic
- Evaporític (deposició per precipitació de sals dissoltes en l'aigua, generalment connectat a ambients marins amb alta evaporació)
- Euxínic (acumulació de matèria orgànica en el fons, generalment en petites conques submarines en condicions pobres d'oxigen o anòxiques)

També cal assenyalar que les característiques dels processos de sedimentació i sediments resultants en ambients sedimentaris de tipus mixt i marins varien molt depenent de si el sediment disponible és d'origen terrigen o carbonatat. Per tant, es pot distingir (per exemple) un sistema de sedimentació de plana de marea amb una sedimentació terrígena (en ambients freds-temperats) d'un sistema de plana de marea amb sedimentació carbonatada o mixta (en ambients tropicals, amb sediments derivats totalment o parcialment de la reelaboració de les restes d'organismes amb un esquelet calcari o de dipòsits evaporítics).
Atenent a la dominància de l'erosió, la sedimentació o de la no deposició de sediments, els ambients sedimentaris també poden classificar-se en:
- Erosius: principalment són terrestres subaèris, en zones amb fort relleu en què predomina la meteorització, erosió i transport. Són rars en ambients marins, com canons o zones de plataforma sotmeses a fortes corrents submarines. En ambients submarins, la dissolució de la calcita, en determinades circumstàncies fisicoquímiques també pot produir importants etapes erosives.
- Dipòsit: els principals llocs de dipòsit de sediments, tant actuals com del registre geològic, són marins: costaners i de plataforma continental. En zones terrestres subaquàtiques (rius i llacs) es poden acumular grans volums de sediment si les condicions tectòniques afavoreixen la subsidència durant molt de temps, com en algunes àrees cratòniques. A les conques es poden produir també importants acumulacions sedimentàries, principalment d'origen fluvial. Els sediments d'origen eòlic poden ser localment importants, encara que en conjunt són anecdòtics, molt poc representats en el registre geològic.
- Equilibri: són zones sense dipòsit ni erosió, en què prevalen els processos d'alteració i formació de sòls, que són molt freqüents. En ambients terrestres es produeixen bauxites, laterites i crostes ferruginoses, mentre que en els marins es formen els anomenats «fons durs», amb dipòsit de fosfats, òxids de manganès i l'acció d'organismes perforants.

Els ambients sedimentaris estan al seu torn dividits en sub-ambients, que defineixen porcions d'un entorn definit d'un ambient en el qual hi ha una variació significativa de les condicions de sedimentació i s'identifiquen com cossos sedimentaris caracteritzats per la composició, la textura i la presència d'estructures sedimentàries de diagnòstic. A tall d'exemple, vegeu els sub-ambients distingibles en un entorn de delta fluvial.

## Reconeixement d'ambients sedimentaris en sediments antics
Els ambients de formació dels sediments antics poden identificar-se per la combinació d'anàlisi de fàcies, estructures sedimentàries, associacions d'icnites, etc.

## Enllaços exterbs
- Sedimentary Environments Classification Charts Arxivat 2012-02-19 a Wayback Machine. (anglès)
- Depositional environments on e-notes (anglès)